# Гравці розуму
«Гравці розуму» (англ. Mindplayers) — дебютний науково-фантастичний роман американської письменниці Пет Кедіген, опублікований 1987 року.

## Сюжет
У сміливої Елі все йде перевертом, коли вона приміряє вкрадений божевільний капелюх й починає страждати від психотичних марень, які не зникають. «Вилікувана» гравцем розуму, Елі незабаром змушена сама стати ним або опинитися під загрозою тюремного ув’язненню як «злочинець розуму».

## Відгуки
На сторінках «Аналога: наукова фантастика та факти» щодо «Гравців Розуму» Пет Кедіген зазначив: «Чудовий матеріал, пронизливий, творчий, тонкий і проникливий. Приємно читати, а письменником захоплюватися». Fantasy Review назвав роман «енергійною, інтригуючою, з темним гумором екстравагантною екскурсією». У 1988 році «Гравці розуму» були номіновані на Меморіальну премію імені Філіпа К. Діка.
Дж. Майкл Капарула зробив огляд «Гравців розуму» на сторінках Space Gamer/Fantasy Gamer № 82. Капарула зазначив, що «окремі сцени та герої запам'ятовуються, особливо маркетолог Джеррі Вайргаммер. Гравці розуму виглядає як план кращого роману, який, сподіваємося, знаходиться в розробці».